# Chicago American Gears 1944-1945
La stagione 1944-1945 dei Chicago American Gears fu la 1ª nella NBL per la franchigia.
I Chicago American Gears arrivarono secondi nella Western Division con un record di 14-16. Nei play-off persero la finale di division con gli Sheboygan Red Skins (2-1).

## Roster
| N° | Naz.                   | Ruolo | Sportivo         | Anno | Alt. | Peso |
| -- | ---------------------- | ----- | ---------------- | ---- | ---- | ---- |
|    | Stati Uniti (bandiera) | GA    | Stan Patrick     | 1922 | 188  | 84   |
|    | Stati Uniti (bandiera) | AC    | George Ratkovicz | 1922 | 198  | 100  |
|    | Stati Uniti (bandiera) | GA    | Bill McDonald    | 1916 | 191  | 86   |
|    | Stati Uniti (bandiera) | AC    | Vince McGowan    | 1913 | 198  | 94   |
|    | Stati Uniti (bandiera) | AC    | Elmer Gainer     | 1918 | 198  | 88   |
|    | Stati Uniti (bandiera) | GA    | Ray Krzoska      | 1918 | 188  | 86   |
|    | Stati Uniti (bandiera) | GA    | Swede Roos       | 1913 | 185  | 82   |
|    | Stati Uniti (bandiera) | AC    | Connie Berry     | 1915 | 191  | 91   |
|    | Stati Uniti (bandiera) | G     | Johnny Orr       | 1918 | 180  | 82   |
|    | Stati Uniti (bandiera) | AC    | John Styler      | 1916 | 198  | 102  |
|    | Stati Uniti (bandiera) | AC    | Joe Stampf       | 1919 | 193  | 95   |
|    | Stati Uniti (bandiera) | GA    | Ed Scheiwe       | 1918 | 180  | 77   |
|    | Stati Uniti (bandiera) | GA    | Bill Ash         |      |      |      |
|    | Stati Uniti (bandiera) | A     | Chet Strumillo   | 1924 | 180  | 79   |
|    | Stati Uniti (bandiera) | A     | Frank Otway      | 1923 | 193  | 93   |

## Staff tecnico
- Allenatore: Jack Tierney